# Hochwasserrückhaltebecken Laubbach
Das Hochwasserrückhaltebecken Laubbach, so die offizielle Schreibweise, ist ein Stausee in Baden-Württemberg (Deutschland), mit ca. 1 ha Dauerstaufläche. Der See liegt am östlichen Ortsrand von Abtsgmünd. Angelegt wurde dieses Hochwasserrückhaltebecken (HRB) – wie zehn weitere HRB entlang der Lein – vom Wasserverband Kocher-Lein. Mit dem Bau dieser Hochwasserrückhaltebecken soll die Hochwassergefahr im Leintal beidseitig und im mittleren Kochertal vermindert werden. Auslöser für den Bau der Anlagen war u. a. ein starkes Hochwasser im März 1956.
Das HRB Laubbach wurde 1959 als Trockenbecken erbaut. 1970 erfolgte der Ausbau mit Dauerstau von 1 ha Dauerstaufläche und 10.000 m³ Dauerstauraum. Der Stausee Laubbach ist das kleinste und östlichste der vom Wasserverband Kocher-Lein betriebenen Hochwasserrückhaltebecken.
Das Hochwasserrückhaltebecken ist benannt nach dem durchfließenden Laubbach, dem letzten rechten Lein-Zufluss. Dessen Name wiederum ist davon motiviert, dass der Bach im Herbst immer sehr viel Laub mit sich führte.
Häufig wird für das HRB Laubbach auch die Schreibweise Laubach verwendet.

## Infrastruktur
Der Schwäbische Albverein unterhält am Stausee ein Wanderheim und einen Zeltplatz. Es gibt weiter einen Kinderspielplatz und einen Grillplatz mit Grillhütte.